# Memecylanthus neocaledonicus
Memecylanthus es un género monotípico de plantas fanerógamas con, originalmente, una especie perteneciente a la familia Alseuosmiaceae. Su única especie: Memecylanthus neocaledonicus, es nativa de Nueva Caledonia.

## Taxonomía
Memecylanthus neocaledonicus fue descrita por Gilg & Schltr. y publicado en Bot. Jahrb. Syst. 39: 269 1906.